# سیج (آرکانزاس)
سیج (به انگلیسی: Sage) یک منطقهٔ مسکونی در ایالات متحده آمریکا است که در شهرستان ایزارد، آرکانزاس واقع شده‌است. سیج ۲۰۶٫۹۶ متر بالاتر از سطح دریا واقع شده‌است.